# Palais Khevenhüller-Metsch
 (septembre 2020).
Le palais Khevenhüller-Metsch est un palais urbain de Vienne situé dans le quartier Alsergrund, sur la Türkenstrasse. 

## Histoire
Le prince Anton Richard Khevenhüller-Metsch a fait construire le premier palais historique en 1858 par les architectes Johann Romano et August Schwendenwein dans le style des palais baroques viennois. 

## Littérature
- Dehio Vienne, II à IX. et XX. District, S432,  (ISBN 3-7031-0680-8)

## Liens web
- Eintrag über Palais Khevenhüller auf Burgen-Austria

## Source de traduction
- (de) Cet article est partiellement ou en totalité issu de l’article de Wikipédia en allemand intitulé « Palais Khevenhüller-Metsch » (voir la liste des auteurs).